# Eventualverbindlichkeit
Eventualverbindlichkeiten resultieren bei bilanzierenden Unternehmen aus der Übernahme von Haftungen wie Bürgschaften, Garantien, sonstigen Gewährleistungsverträgen oder weitergegebenen Wechseln, wenn zum Bilanzstichtag unsicher ist, ob und wann sie zu echten Verbindlichkeiten werden. Im Rahmen der Schuldenkrise Griechenlands und anderer Staaten gerät auch die Eventualhaftung von Staaten in den Vordergrund der Diskussion.

## Allgemeines
Es gibt drei Formen von Verbindlichkeiten, und zwar die echten Verbindlichkeiten, Rückstellungen und Eventualverbindlichkeiten. Sie unterscheiden sich insbesondere durch den Grad der am Bilanzstichtag vorhandenen Wahrscheinlichkeit einer Zahlungspflicht voneinander. Ergibt sich aus dem Schuldverhältnis mit dem Gläubiger, dass eine unmittelbare rechtliche oder wirtschaftliche unumgängliche Verpflichtung besteht und deren Erfüllung eine wirtschaftliche Belastung darstellt und eindeutig quantifizierbar ist, so handelt es sich um echte Verbindlichkeiten, die auf der Passivseite der Bilanz mit ihrem Erfüllungsbetrag auszuweisen sind (§ 266 Abs. 3 HGB). Die Rückzahlungswahrscheinlichkeit echter Verbindlichkeiten liegt somit bei 100 %. Weniger wahrscheinlich ist die Zahlungspflicht bei Rückstellungen, weil bei diesen Grund, Höhe und/oder Fälligkeit ungewiss sind. Das Element der Ungewissheit betrifft die Höhe, das Bestehen oder die Entstehung einer Verbindlichkeit; bei aufschiebend oder auflösend bedingten Verbindlichkeiten steht nicht fest, ob die Bedingung eintritt. Ungewissheit besteht jedoch nicht in der Person des Gläubigers; eine Ungewissheit über die Fälligkeit spielt nach dem HGB keine Rolle, führt jedoch nach IAS 37 ebenfalls zum Ausweis als Rückstellung. Liegt die Zahlungswahrscheinlichkeit über 50 % und  unter 100 %, sind gemäß § 253 Abs. 1 HGB Rückstellungen zu bilden.

## Verbuchung der Eventualverbindlichkeiten
Bei einer Wahrscheinlichkeit der Zahlungspflicht unter 50 % handelt es sich entsprechend um Eventualverbindlichkeiten. Diese Abstufung der Wahrscheinlichkeiten entspricht IAS 37 (englisch contingent liabilities). Vom Inhalt her gehören zu den Eventualverbindlichkeiten diejenigen Haftungsverhältnisse, bei denen das haftende Unternehmen gar nicht direkter Schuldner ist, sondern neben einem Schuldner oder zu Gunsten eines Schuldners für dessen Schulden einstehen soll. Deshalb darf davon ausgegangen werden, dass primär der Schuldner seine eigenen (echten) Verbindlichkeiten allein zurückzahlen wird, sodass es erst gar nicht zu einem Haftungsfall kommen wird.
Deshalb haben sich Gesetzgeber in Deutschland und international entschieden, dass Eventualverbindlichkeiten „unter der Bilanz“ zu vermerken sind (§ 251 in Verbindung mit § 268 Abs. 7 HGB). „Unter der Bilanz“ bedeutet, dass sie nicht Bestandteil der Bilanzsumme und damit auch nicht der Bilanz sind, sondern darunter aufgeführt werden müssen. Umgangssprachlich ist von „unterm Strich“ die Rede, Spezialgesetze sprechen vom „außerbilanziellen Geschäft“ (§ 19 Abs. 1 Satz 2 Nr. 3 und 4 KWG). Das hat zur Folge, dass sie nicht zu den Verbindlichkeiten gehören und deshalb rechnerisch weder die Eigenkapitalquote noch das Reinvermögen eines Unternehmens mindern. Erreichen bei Nichtbanken die Eventualverpflichtungen mehr als 50 % des Eigenkapitals, so kann diese Haftungsposition als bedenklich eingestuft werden.

## Arten der Eventualverbindlichkeiten
Im Einzelnen wurden in § 151 Abs. 5 AktG (a. F.) folgende Grundformen von Eventualverbindlichkeiten aufgezählt:
- Verbindlichkeiten aus der Begebung und Übertragung von Wechseln,
- Verbindlichkeiten aus Bürgschaften, Wechsel- und Scheckbürgschaften,
- Verbindlichkeiten aus Gewährleistungsverträgen,
- Haftung aus der Bestellung von Sicherheiten für fremde Verbindlichkeiten.

Für die Bezahlung eines Wechsels haftet nach Art. 28 WG neben dem Bezogenen mindestens noch der Aussteller, so dass sich der Gesetzgeber entschieden hat, die Wechsel- und Indossamentverbindlichkeiten den Eventualverbindlichkeiten zuzuordnen. Übernimmt ein Unternehmen Bürgschaften, Garantien oder sonstige Gewährleistungshaftungen, so ist primär der Schuldner aus diesen Transaktionen zahlungsverpflichtet; das gilt auch für die „harte“ Patronatserklärung. Ein Gewährleistungsvertrag ist ein eigenständiger bilanzrechtlicher Begriff, der jeden nicht als Bürgschaft zu qualifizierenden Vertrag erfasst, durch den die Verpflichtung begründet wird, für einen bestimmten Erfolg oder eine Leistung oder für den Nichteintritt eines bestimmten Nachteils einzustehen, soweit hiermit eine Vermögensbelastung verbunden sein kann.

### Besonderheit bei Kreditinstituten
Bei Kreditinstituten spielen Eventualverbindlichkeiten eine besondere Rolle. Nach § 26 RechKredV werden die Eventualverbindlichkeiten für Kreditinstitute durch genaue Aufzählung definiert. Gemäß § 26 Abs. 2 RechKredV gehören auch Ausbietungs- und andere Garantieverpflichtungen, verpflichtende Patronatserklärungen, unwiderrufliche Kreditbriefe einschließlich der dazugehörigen Nebenkosten sowie Akkreditiveröffnungen und -bestätigungen in die Vermerkpflicht der Eventualverbindlichkeiten. Sie sind in voller Höhe zu vermerken, soweit für sie keine zweckgebundenen Deckungsguthaben unter dem Posten „Verbindlichkeiten gegenüber Kreditinstituten“ (Passivposten Nr. 1) oder dem Posten „andere Verbindlichkeiten gegenüber Kunden“ (Passivposten Nr. 2 b) ausgewiesen sind. Absatz 3 befasst sich mit der „Haftung aus der Bestellung von Sicherheiten für fremde Verbindlichkeiten“. Hierzu gehören Sicherungsabtretungen, Sicherungsübereignungen und Kautionen für fremde Verbindlichkeiten sowie Haftungen aus der Bestellung von Pfandrechten an beweglichen Sachen und Rechten wie auch aus Grundpfandrechten für fremde Verbindlichkeiten. Besteht außerdem eine Verbindlichkeit aus einer Bürgschaft oder aus einem Gewährleistungsvertrag, so ist nur diese zu vermerken, und zwar im Unterposten Buchstabe b „Verbindlichkeiten aus Bürgschaften und Gewährleistungsverträgen“. Sämtliche von Kreditinstituten übernommenen Bankavale gehören somit zu den Eventualverbindlichkeiten.

## Eventualhaftungen eines Staates
In der öffentlichen Diskussion sind die Haftungsübernahmen von Staaten, insbesondere der Bundesrepublik Deutschland, zu Gunsten hochverschuldeter europäischer Staaten in den Vordergrund gerückt. Im Vergleich zu haftungsübernehmenden Unternehmen besteht bei Staaten die Besonderheit, dass ihre Staatshaushalte kameralistisch aufgestellt werden und insoweit die doppischen Rechnungslegungsvorschriften des HGB nicht gelten. Reine Haushalte bestehen aus Einnahmen und Ausgaben, also liquiditätswirksamen Zahlungsströmen. Die Übernahme von Eventualverbindlichkeiten, wie etwa die Garantiehaftung zu Gunsten Griechenlands, ist jedoch zunächst nicht ausgabewirksam, da aus der Garantie keine unmittelbare Zahlungspflicht erwächst. Garantien belasten den Haushalt deshalb nur dann, wenn sie in Anspruch genommen werden, also wenn ein Staat zahlungsunfähig werden sollte und dessen Gläubiger Zahlung aus der Garantie verlangen. Derartige Gewährleistungen des Bundes bedürfen einer gesetzlichen Grundlage.
Rechtsgrundlage für diese Haftungen ist das am 8. Mai 2010 in Kraft getretene Währungsunion-Finanzstabilitätsgesetz (WFStG) und das Stabilisierungsmechanismusgesetz. Erforderliche Kredite werden von der KfW Bankengruppe gewährt und durch die Bundesrepublik Deutschland garantiert. Beide Gesetze enthalten Ermächtigungen, wonach die Regierung berechtigt ist, Gewährleistungen für Kredite an Griechenland zu übernehmen, um dessen Zahlungsfähigkeit zu erhalten (§ 1 Abs. 1 WFStG).
Eventualverbindlichkeiten sind für Staaten allerdings keine Besonderheit, denn auch die im Rahmen der Exportkreditversicherung vom Staat abgesicherten Exporteur-Risiken werden als Eventualhaftung des Staates verbucht. Im Rahmen des so genannten Ermächtigungsverfahrens wird die gesamte Deckungssumme der staatlichen Ausfuhrkreditversicherung im Bundeshaushalt jährlich festgelegt. Bis zu einer bestimmten Summe darf Euler Hermes als so genannter Mandateur die Indeckungnahmen autonom vornehmen, darüber hinaus hat ein „Interministerieller Ausschuss für Ausfuhrgarantien und Ausfuhrbürgschaften (IMA)“ zu entscheiden. Da der Mandateur im Auftrag und für Rechnung des Staates arbeitet, sind die Indeckungnahmen als Eventualverbindlichkeit im Bundeshaushalt zu berücksichtigen.

## Inanspruchnahme
Kann oder will der primär verpflichtete Schuldner nicht zahlen und droht damit ernsthaft die Gefahr einer Inanspruchnahme, so ist bei Unternehmen zwingend eine Passivierung als Rückstellung für ungewisse Verbindlichkeiten vorzunehmen (§ 249 Abs. 1 Satz 1 HGB). Dann nämlich steht dem Gläubiger – je nach Gestaltung des Gewährleistungsvertrages – ein unmittelbar durchsetzbarer Anspruch gegen das haftende Unternehmen zu. Damit rücken die Eventualverbindlichkeiten zunächst eine Stufe höher in die Rückstellungen und werden hierdurch Bestandteil der Bilanzsumme. Droht schließlich eine unmittelbare Inanspruchnahme aus der Haftungsübernahme, ist am Bilanzstichtag ein Ausweis als echte Verbindlichkeiten nach § 266 Abs. 3 HGB erforderlich.